# 车轮螺
车轮螺（学名：Architectonica trochlearis），是异腹足目车轮螺科车轮螺属的一种。主要分布于中国大陆、台湾，常栖息在潮下带。